# Górnośląska Wyższa Szkoła Przedsiębiorczości im. Karola Goduli
Górnośląska Wyższa Szkoła Przedsiębiorczości im. Karola Goduli – to jedna z najstarszych uczelni niepublicznych na Śląsku, kształcąca na kierunkach ekonomicznych, informatycznych i zdrowotnych, założona w Chorzowie, w 1999 roku przez Fundację Edukacji Przedsiębiorczej. Górnośląska Wyższa Szkoła Przedsiębiorczości im. Karola Goduli jest uczelnią jednowydziałową (Wydział Nowej Ekonomii i Gospodarki Kreatywnej).

## Historia uczelni
Geneza Górnośląskiej Wyższej Szkoły Przedsiębiorczości im. Karola Goduli sięga roku 1999, kiedy to 5 marca decyzją Minister Edukacji Narodowej udzielono GWSP z siedzibą w Chorzowie zezwolenia na prowadzenie studiów wyższych. Do rejestru szkół wyższych Ministerstwa Edukacji Narodowej uczelnia została wpisana pod numerem 25. Organem założycielskim, który powołał do życia Górnośląską Wyższą Szkołę Przedsiębiorczości im. Karola Goduli jest Fundacja Edukacji Przedsiębiorczej. 
U źródła powstania GWSP znajduje się kultura Górnego Śląska, składające się na nią tradycje przemysłowe i przedsiębiorcze. Powstanie uczelni miało bezpośredni związek z burzliwym etapem restrukturyzacji regionu oraz ustanowieniem samorządów terytorialnych. To właśnie tradycja samorządności i samoorganizacji społecznej leży u podstaw działalności uczelni. Uczelnia z założenia miała kształcić przedsiębiorców z terenu Górnego Śląska oraz pracowników firm, które przechodziły proces restrukturyzacji.
Uczelnia kształci ekonomistów analityków i menedżerów. Dostarcza specjalistycznej wiedzy i umiejętności praktycznych w stopniu zaspokajającym zmieniające się potrzeby kadrowe przedsiębiorstw i administracji, przede wszystkim sektora małych i średnich firm, sektora publicznego oraz organizacji pozarządowych. Powołaniem Uczelni, wiążącym się ściśle z jej nazwą jest kształtowanie wartości, postaw i kompetencji przedsiębiorczych studentów i absolwentów.
GWSP ma swą siedzibę w Chorzowie. Na kampus Szkoły składają się dwa budynki oraz park i parking.
Obecnie Uczelnia kształci studentów w trybie stacjonarnym (dziennym) i niestacjonarnym (zaocznym) na 3 kierunkach podzielonych na specjalności: Modern Business - Zarządzanie i Rachunkowość, Gry i Grafika interaktywna oraz Terapia Artystyczna.
W 2012 roku „Rzeczpospolita” opublikowała ranking "Najlepszych Niepublicznych Uczelni Licencjackich 2011 roku".
GWSP Chorzów jest najlepszą niepubliczną uczelnią licencjacką w Aglomeracji Śląskiej, a drugą w województwie śląskim.
GWSP Chorzów uplasowało się na 15 pozycji wśród wszystkich uczelni w kraju. Obecnie uczelnia znajduje się wśród 10 najlepszych uczelni w Polsce wg rankingu opinieouczelniach.pl

## Władze
- Rektor – dr Krystyna Królik
- Rektor Senior - prof. dr hab. Andrzej Klasik
- Kanclerz – mgr Anna Radzikowska

## Oferta edukacyjna
GWSP w Chorzowie oferuje instytucjom, organizacjom pozarządowym oraz firmom i ich pracownikom szeroki wachlarz studiów, szkoleń i kursów, także dofinansowanych z Europejskiego Funduszu Społecznego.
W ofercie edukacyjnej Wydziału Nowej Ekonomii i Gospodarki Kreatywnej:
- studia I stopnia (licencjackie) na kierunkach:
  - Modern Business - Zarządzanie i rachunkowość
    - Biznes elektroniczny i nowe media
    - Nowoczesny marketing i handel
    - Rachunkowość praktyczna z elementami kadr i płac
    - Psychologia menedżerska
    - Zarządzanie firmą i zasobami ludzkimi
    - Zarządzanie w branży gier i eventów
    - Rozwój lokalny i rewitalizacja miast

  - Gry i Grafika komputerowa
    - Projektowanie gier
    - Projektowanie graficzne

  - Terapia Artystyczna
    - Arteterapia
    - Naturoterapia
    - Psychoedukacja w terapii

Dodatkowo Górnośląska Wyższa Szkoła Przedsiębiorczości im. Karola Goduli prowadzi: 
- studia podyplomowe na kierunkach:
  - Animacja kultury, rekreacji i turystyki
  - Apiterapia
  - Arteterapia
  - Coaching
  - Elektroniczna administracja publiczna
  - Grafika. Komunikacja. Gry
  - Human resources
  - Joga i Ajurweda
  - Joga w profilaktyce i terapii
  - Kreacja i organizacja spotkań, imprez i szkoleń
  - Kreowanie wizerunku i reklama
  - Lean Six Sigma - optymalizacja procesów
  - Menadżer i firma na rynkach międzynarodowych
  - Naturoterapia
  - Nowoczesny marketing - reklama, sprzedaż, PR
  - Pośrednictwo pracy
  - Pośrednictwo w obrocie nieruchomościami
  - Professional Business English
  - Przedsiębiorczość dla nauczycieli do nauczania kolejnego przedmiotu
  - Psychologia w biznesie
  - Tworzenie serwisów internetowych
  - Windykacja i zarządzanie wierzytelnościami
  - Wycena nieruchomości
  - Zarządzanie nieruchomościami

- szkolenia

## Studia i praktyki za granicą
Górnośląska Wyższa Szkoła Przedsiębiorczości posiada Kartę Erasmus+, przyznaną przez Komisję Europejską, która uprawnia do udziału w programie Erasmus+. W ramach tego programu uczelnia podpisała 8 umów partnerskich z uczelniami z całej Europy. Dzięki temu studenci GWSP Chorzów mogą realizować studia za granicą przez okres 1 bądź 2 semestrów na studiach licencjackich. Erasmus+ pozwala studentom także odbywać 3-miesięczne praktyki w krajach Unii Europejskiej. 
Obecnie w ramach programu Erasmus+ oraz poza nim uczelnia współpracuje z:
- Vysoká śkola podnikáni a.s. Ostrava (VŚP)
- University of the West of Scotland
- ľ Université de Valenciennes et du Hainaut
- Södertörns högskola
- Uniwersytet Techniczny w Ostrawie
- Hochschule für Technik, Wirtschaft und Kultur Leipzig
- University of Zilina
- University of Trencin

## Współpraca z biznesem
Górnośląska Wyższa Szkoła Przedsiębiorczości realizuje szereg form współpracy z firmami w regionie śląskim. Kluczową formą współpracy są patronaty biznesowe nad kierunkami i specjalnościami. W ramach współpracy programy nauczania na poszczególnych kierunkach tworzone są we współpracy z firmami. Inną formą współpracy są wykłady gościnne na Uczelni, będące okazją zapoznania studentów z daną firmą, jej specyfiką, sposobem działania na rynku. W ramach współpracy GWSP w Chorzowie z firmami studenci otrzymują oferty praktyk, staży oraz pracy od firm współpracujących. 
Partnerzy biznesowi Górnośląskiej Wyższej Szkoły Przedsiębiorczości:
- i3D Gliwice – Gry i Grafika interaktywna
- Mindlab Kraków – Gry i Grafika interaktywna
- Wydawnictwo Portal Gliwice – Gry i Grafika interaktywna
- SkyGate Gliwice – Gry i Grafika interaktywna
- 3R Studio Poznań - Gry i Grafika interaktywna
- Frodo Bytom - Gry i Grafika interaktywna
- Sleepless Clinic Bielsko-Biała - Gry i Grafika interaktywna
- Delta Trans Transporte Sp. z o.o. Świętochłowice - Handel i obsługa logistyczna
- Pro Search Chorzów - Handel i obsługa logistyczna
- Avena Sosnowiec - Księgowość i Podatki
- Katowicki Instytut Psychoterapii Katowice - Psychologia menedżerska
- Śląski Park Przemysłowo – Technologiczny Sp. z o.o Ruda Śląska - Zarządzanie firmą i zasobami ludzkimi
- IDEA Trainer House Katowice - Zarządzanie firmą i zasobami ludzkimi
- Alamtur Katowice - Zarządzanie kulturą i rozrywką
- Dom Opieki Jesienna Róża Siemianowice Śląskie - Naturoterapia
- Polska Fundacja Apiterapii Katowice - Naturoterapia
- Gabinet Terapii Naturalnej Prywatna Praktyka Lekarska Witold Kropka - Naturoterapia
- Fundacja Arka Noego Katowice - Terapia przez sztukę
- Fabryka Kreatywności Chorzów - Terapia przez sztukę
- Przychodnia Specjalistyczna Samodzielny Publiczny Zakład Opieki Zdrowotnej Ruda Śląska - Terapia przez sztukę

## Ciekawostki
Górnośląska Wyższa Szkoła Przedsiębiorczości im. Karola Goduli jest pierwszą (i jak dotychczas jedyną) uczelnią w Polsce kształcącą studentów na specjalności Naturoterapia.